# Integrated Access Device
Ein Integrated Access Device (IAD; engl. „Integriertes Zugriffsgerät“) ist ein Gerät zum Netzabschluss von NGN-Anschlüssen beim Teilnehmer.
Das IAD übernimmt im NGN als beim Teilnehmer installiertes Endgerät die Funktion eines Media Gateway. Es enthält neben einem DSL-Modem auch Telefonieschnittstellen zum Anschluss von herkömmlichen analogen Telefonen oder ISDN-Endgeräten an dem auf der Basis von IP-Telefonie realisierten Telefonanschluss. Weiterhin sind bei Triple Play/IPTV-fähigen IADs Schnittstellen zur Verbindung mit AV-Geräten vorhanden.
Bei NGN-Anschlüssen ersetzt es neben dem DSL-Modem auch den NTBA (bei ISDN) und bei Unterhaltungsangeboten auf der Basis von Triple Play zusätzlich zum Teil die Funktion von Digitalreceivern. Analoge Telefone/Endgeräte werden mit dem IAD anstelle der TAE-Dose verbunden.
Im einfachsten Fall besteht ein IAD aus einem DSL-Modem und einem Analog-Telefon-Adapter (ATA).
Über DSL realisierte „ISDN-Anschlüsse“ werden oft nur über das Session Initiation Protocol (SIP) nachgebildet und es können ihnen, trotz S0-Schnittstelle am IAD, Eigenschaften und Dienstmerkmale eines vollwertigen Euro-ISDN-Anschlusses fehlen (z. B., B-Kanalbündelung, Gruppe 4-Telefax mit 64 kbit/s). Alternativ stünde mit ISDN over IP ein proprietäres Protokoll zur Verfügung, das wesentlich mehr ISDN-Dienste bereitstellen kann.
Über IADs terminierten NGN-Anschlüssen fehlt die Stromversorgung durch die Vermittlungseinrichtung, wie sie bei herkömmlichen Analog- oder ISDN-Hauptanschlüssen vorzufinden ist. Deshalb ist ein NGN-Anschluss über ein IAD beispielsweise nicht für Hausnotrufe oder ähnliche Dienste geeignet, die eine hohe Verfügbarkeit voraussetzen.